# 北英吉利 (愛荷華州)
北英吉利（英語：North English）是一個位於美國愛荷華州愛荷華縣和基奧卡克縣的城市。

## 地理
北英吉利的座標為41°30′55″N 92°04′42″W / 41.51528°N 92.07833°W，而該地的平均海拔高度為250米（即820英尺）。

## 人口
根據2010年美國人口普查的數據，北英吉利的面積為1.42平方千米，當中陸地面積為1.42平方千米，而水域面積為0.00平方千米。當地共有人口1041人，而人口密度為每平方千米733人。